# Parco del Sulcis
Il parco naturale del Sulcis (in sardo: Parcu naturale de su Sulcis) è uno dei parchi regionali indicati nella legge quadro n. 31 del 7 ottobre 1989 emanata dalla Regione Autonoma della Sardegna. A tutt'oggi il parco non ha ancora un'istituzione di fatto in quanto non è stato costituito l'ente di competenza, tuttavia oltre un terzo del territorio interessato gode già dello status di area protetta in quanto di proprietà dell'agenzia Forestas (ex Azienda foreste demaniali della Regione Sardegna) e del WWF Italia.
A causa delle difficoltà che finora hanno impedito l'avvio della costituzione del parco su un'area alquanto vasta, è in corso una ridefinizione dei confini che riducono l'estensione a circa la metà.

## Ubicazione

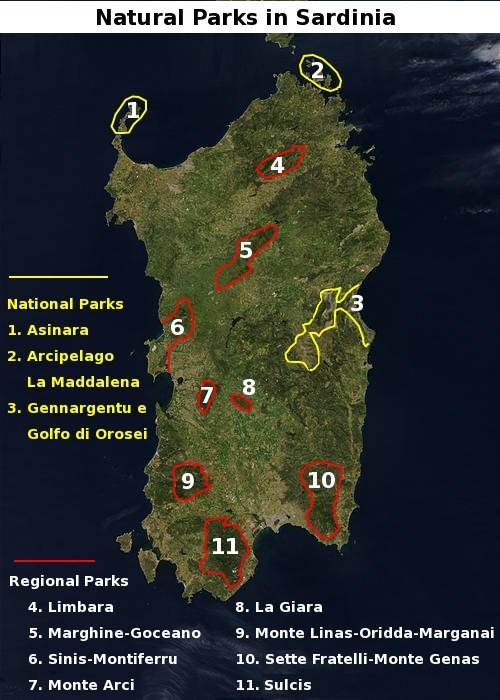
Mappa della proposta di parchi naturali della Sardegna

Il territorio interessato dalla costituzione del parco ha un'estensione di 68.868 ettari e rappresenta l'area più vasta fra quelle proposte come parchi regionali. Si estende nella Sardegna del sud-ovest nei territori della città metropolitana di Cagliari e della provincia del Sud Sardegna, interessando i territori di 15 comuni. Si tratta di una delle aree a maggior densità di popolazione nell'isola, considerando anche l'hinterland di Cagliari e i centri di Carbonia e Iglesias, che circonda completamente un territorio aspro e selvaggio, quasi completamente spopolato. Solo i centri abitati di Santadi, Nuxis, Villaperuccio e Domus de Maria ricadono all'interno dei confini del parco.
Il parco si estende su un vasto territorio compreso tra la piana del Cixerri a nord, la fascia litoranea occidentale del Golfo degli Angeli e la piana del basso Sulcis, coincidendo con gran parte del massiccio montuoso del Sulcis.
Le principali arterie stradali che collegano il territorio del parco al capoluogo sono la statale 195 (Sulcitana), la statale 130 (Iglesiente) e la provinciale 2 (Via Pedemontana). S'inoltrano all'interno del parco la statale 293 e la panoramica Teulada-Santadi. Le parti più interne del parco sono raggiungibili dal centro abitato di Domus de Maria, attraverso la strada comunale che giunge alla località Is Cannoneris e al massiccio di punta Sebera, e dai centri di Capoterra e Santadi attraverso la Provinciale Capoterra-Santadi, quasi completamente sterrata. Altre vie di penetrazione forestale, tutte sterrate, partono dai principali coni alluvionali del massiccio del Sulcis.

## Interessi
Il parco del Sulcis annovera diversi aspetti interessanti:
1. buona parte del parco è attualmente già soggetta ad azioni specifiche di tutela ambientale che finora hanno contribuito a valorizzarne gli aspetti ecologici. Il parco comprende infatti la Riserva di monte Arcosu o Oasi del Cervo e della Luna, di proprietà del WWF Italia (Word Wide Found for Nature) gestita in accordo con la Fondazione Domus de Luna e sei foreste demaniali (Gutturu Mannu, Is Cannoneris, Monte Nieddu, Pixinamanna, Foresta di Pantaleo, Tamara Tiriccu);
2. la matrice geologica del territorio è antichissima (le prime formazioni risalgono al Cambriano) e ha subito nel corso delle ere un numero elevato di eventi. La morfologia del territorio è estremamente variegata e in alcuni tratti selvaggia per la sua irregolarità;
3. pur non essendovi associazioni vegetali allo stato di climax, la copertura forestale di una parte consistente del territorio è in buono stato di conservazione ed evoluzione. La macchia-foresta del parco del Sulcis è probabilmente la più vasta formazione forestale di questo tipo in Europa e si estende nella riserva di Monte Arcosu, nelle foreste demaniali dell'agenzia Forestas e in alcune aree non tutelate di proprietà privata o pubblica;
4. l'interno del parco ospita la più grande popolazione di cervo sardo del mondo (circa 2500 esemplari). Oltre a questa specie, che rappresenta l'elemento faunistico di maggiore interesse, si annoverano anche una consistente popolazione di cinghiale e la presenza di alcuni rapaci a rischio d'estinzione;
5. la vegetazione ospita diversi esempi di endemismi botanici sardi o sardo-corsi.

## Geologia e morfologia

### Geologia
Pur nella sua eterogeneità cronologica il massiccio del Sulcis, di origine paleozoica, è una delle formazioni geologiche più antiche, come testimoniano le modeste altezze dei rilievi (7-900 metri, con l'eccezione di alcune vette che superano di poco i 1000 metri). L'attuale morfologia è il risultato di ripetuti processi di tettonica e orogenesi rifiniti dall'erosione differenziale. Il territorio del parco si presenta nel settore occidentale con rilievi di modesta altitudine, addolciti dall'erosione e dai processi alluvionali, mentre nel settore orientale è aspro e impervio, caratterizzato da un numero elevato di rilievi che dominano valli strette e selvagge. Le formazioni rocciose interne sono spesso nascoste dalla vegetazione, che in questa zona non è soggetta a limitazioni di tipo climatico.
Le formazioni più antiche risalgono ad oltre 600 milioni di anni fa (Cambriano) e affiorano nel settore occidentale e sudoccidentale del parco, caratterizzato da rilievi di modesta altezza. Si tratta di depositi sedimentari di origine soprattutto marina risultati da una ripetuta successione di affioramenti e inondazioni. Parte di queste formazioni ha subito in ere successive processi di metamorfismo. Una parte circoscritta di questo settore, di natura carbonatica, è interessata da fenomeni di carsismo che si manifestano in modo eclatante nelle grotte Is Zuddas, fra Santadi e Teulada.
Gran parte delle formazioni sedimentarie originatesi dal Cambriano al Carbonifero sono state interessate da processi di metamorfismo causati dall'orogenesi ercinica e dalla intrusione di magmi granitici. Gli eventi successivi, rappresentati dall'erosione post-ercinica e dai sollevamenti tettonici del Terziario hanno causato l'affioramento di massicci granitici o metamorfici che hanno resto eterogeneo e irregolare il territorio soprattutto nel settore orientale, quello che ospita le più alte vette.
La morfologia del territorio è completata dalle formazioni pianeggianti che hanno una duplice origine: nel settore orientale, più antiche, si sono originate in gran parte nel Terziario da sedimenti alluvionali e, in misura minore, dal deposito di lave, quelle del settore orientale, di minore estensione, si sono originate da sedimenti alluvionali del Quaternario interessano gli sbocchi delle valli che degradano lungo il versante orientale.

### Rilievi montuosi

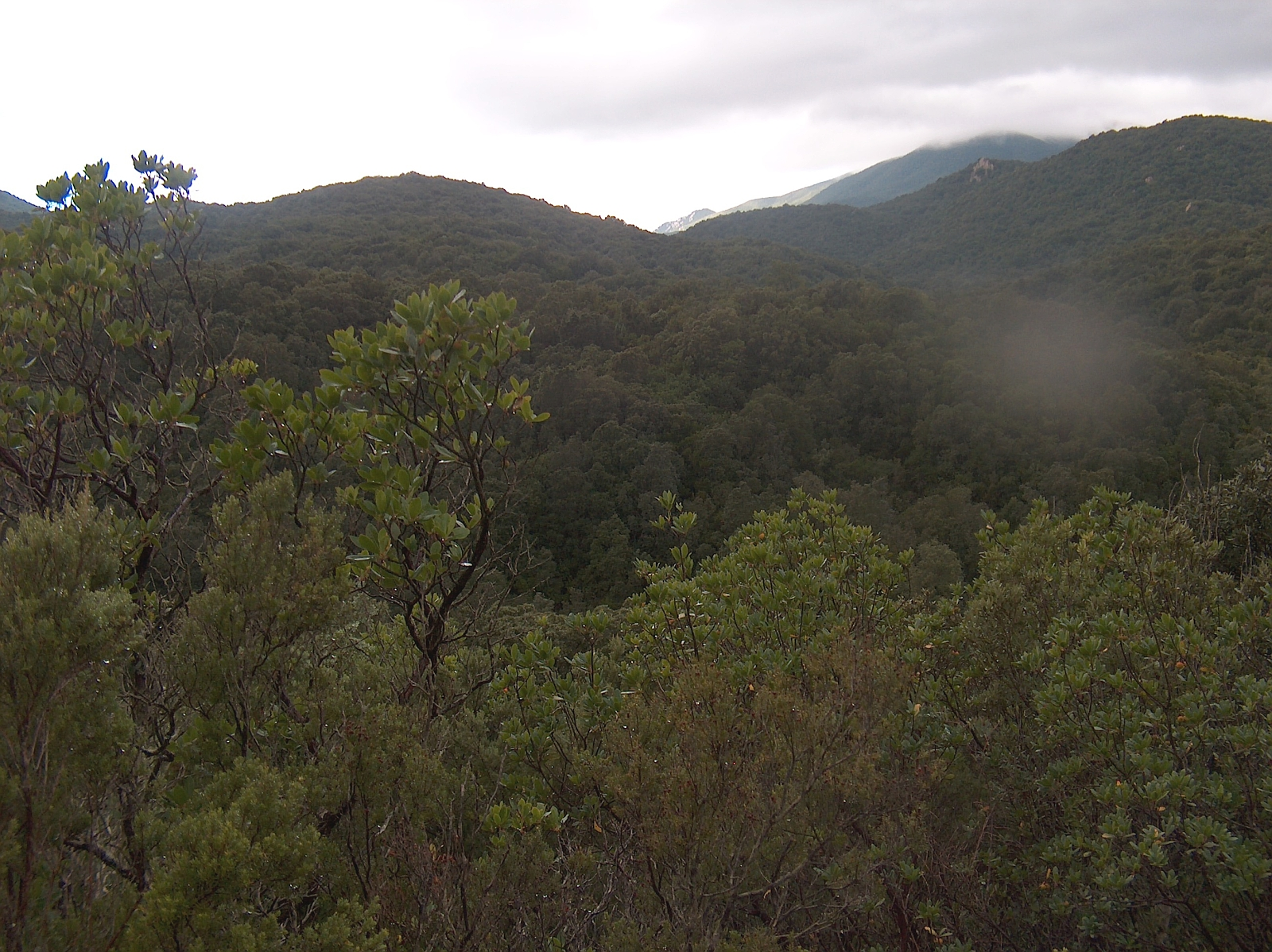
Punta Is Caravius, vista dalla foresta di Gutturu Mannu

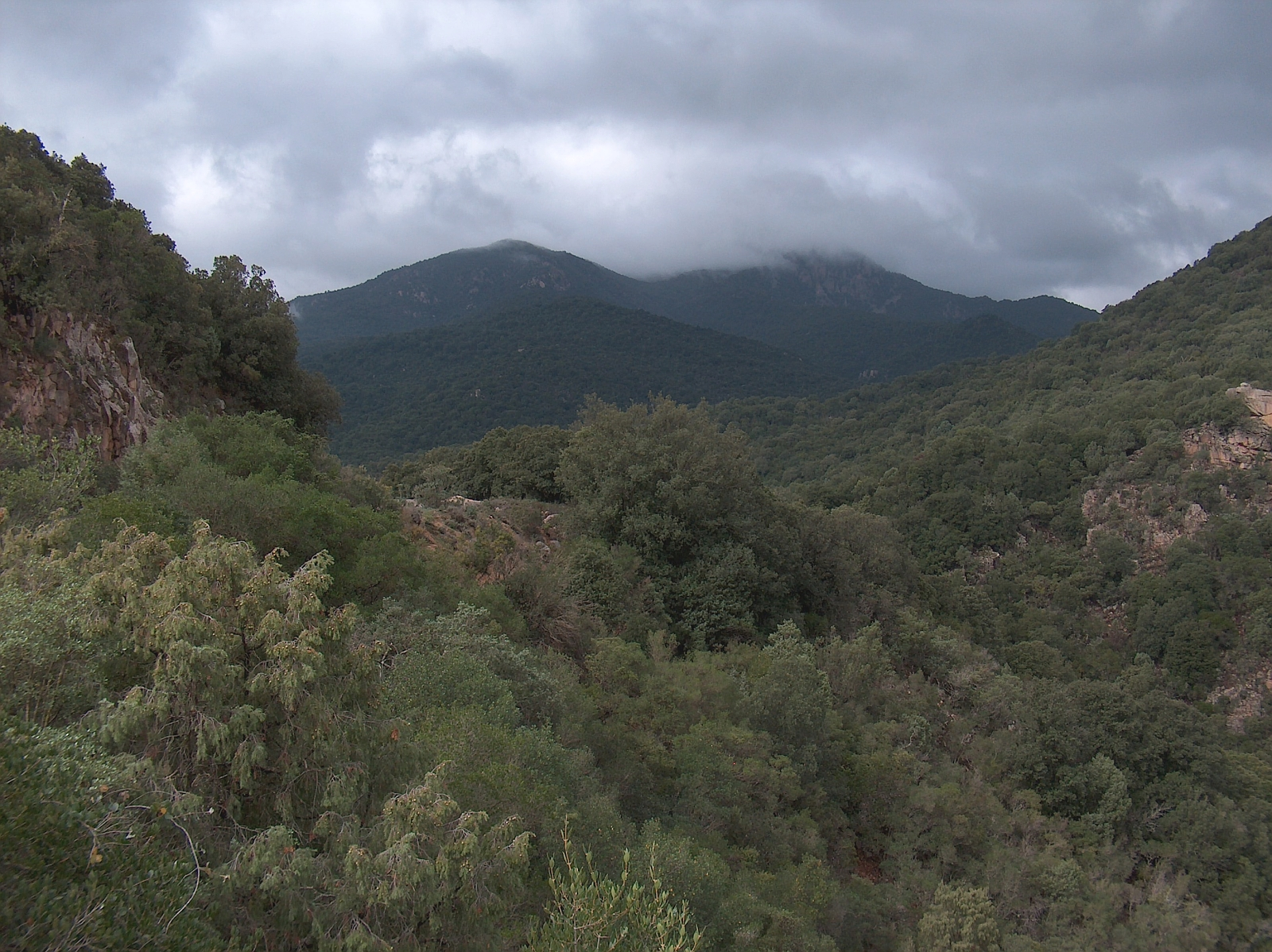
Monte Lattias, visto dalla gola di Gutturu Mannu

I rilievi montuosi sono numerosi e data l'uniformità delle altezze sono quasi nascoste, alla vista dalle pianure circostanti, dai rilievi più esterni di 5-600 metri. Fa eccezione il monte Arcosu, ben visibile dalle pianure del Campidano e del Cixerri in quanto si tratta della vetta più esterna, a nord, fra quelle di maggiore elevazione. Da alcuni punti sono visibili anche altre vette, come ad esempio le caratteristiche creste granitiche del Monte Lattias, osservabili da Cagliari.
Le cime più elevate sono presenti quasi tutte nel settore orientale e meridionale e sono di origine granitica, porfirica o metamorfica:
- Monte Is Caravius (1116 metri);
- Monte Tiriccu (1105 metri)
- Punta Sa Cruxitta (1093 metri)
- Monte Sa Mirra (1087 metri)
- Monte Lattias (1086 metri);
- Monte Nieddu (1040 metri)
- Monte Maxia (1017 metri);
- Punta Rocca Steria (1007 metri)
- Punta Su Fixi (1001 metri)
- Punta Sebera (979 metri);
- Monte Genna Spina (970 metri);
- Punta Allimeddus (966 metri);
- Monte Arcosu (948 metri);
- Punta Ginestra (918 metri);
- Arcu Barisoni (885 metri);
- Sa Pala Sa Grutta (874 metri);
- Punta S'Ala Matta (870 metri);
- Monte Santo (864 metri);
- Monte Sedda (851 metri);
- Monte Tamara (850 metri);
- S'Olioni (846 metri);
- Monte Genna Strinta (846 metri);
- Punta Spannizzadas (832 metri);
- Punta Su Casteddu (831 metri);
- Punta Calamixi (824 metri);
- Monte Chia (803 metri).

Tutte le altre vette, hanno altezze dell'ordine di 500-700 metri e dato l'elevato numero contribuiscono a rendere estremamente irregolare la morfologia.

### Valli e vie di penetrazione
Anche le formazioni vallive mostrano una spiccata eterogeneità dei versanti.
Nel versante orientale sono originate da coni alluvionali che sboccano nella piana costiera che si estende da Capoterra a Pula e sono formate dalle valli scavate dagli affluenti dei principali corsi d'acqua, il Rio Santa Lucia e il Rio di Pula. Si tratta degli accessi più interessanti per le attività di escursionismo.
Il Rio Santa Lucia sbocca nella piana di Capoterra nell'estremo nordorientale del parco. Questa valle s'inoltra in direzione NE-SO suddividendosi in numerose valli strette e impervie che s'inoltrano nella riserva di Monte Arcosu e nella foresta demaniale di Gutturu Mannu. La formazione valliva più rilevante è Gutturu Mannu, percorsa dalla Strada Provinciale n. 13 Capoterra-Santadi, che in realtà è una strada panoramica piuttosto impervia quasi completamente sterrata. Questo sito rappresenta uno dei principali ingressi al parco, da Capoterra e da Uta.
Più a sud, nel territorio di Capoterra, sono presenti diverse valli, molto impervie, percorribili con difficoltà con mezzi, adatte per lo più per il trekking. I punti di accesso sono le frazioni di Poggio dei Pini e Su Spantu, raggiungibili dalla Statale 195. La più profonda parte da Su Spantu e s'inoltra nella foresta demaniale di Monte Nieddu attraversando uno dei siti più incontaminati del parco proprio per la difficoltà d'accesso. All'interno è ancora presente il relitto di un disastro aereo avvenuto negli anni ottanta.
Ancora più a sud, nella piana di Villa San Pietro, sono presenti due punti d'accesso principali. Il primo è rappresentato dallo sbocco del Rio di Pula, raggiungibile da una strada pedemontana che parte dai centri di Sarroch e Villa San Pietro. Questo sbocco in realtà è formato da due valli che rispettivamente s'inoltrano nelle foreste demaniali di Monte Nieddu e di Is Cannoneris. Le valli principali si diramano in profondi e scoscesi canaloni ricoperti da una vegetazione inestricabile. Le vie sono percorribili in auto ma con una certa difficoltà in quanto le strade di penetrazione, completamente sterrate, sono in alcuni tratti impervie.
Nel confine sudorientale si può accedere da Pula, nella località turistica Is Molas da cui si prosegue agevolmente in auto fino alla Caserma Forestale della Foresta demaniale di Piscina Manna. Da questo punto inizia una valle, anch'essa irregolarmente ramificata, che conduce alla foresta demaniale di Is Cannoneris. La valle è percorribile solo con il trekking perché l'ingresso è sbarrato dall'Ente foreste.
A sud la morfologia è ancora più irregolare in quanto i versanti del massiccio discendono in modo aspro e irregolare con le formazioni prevalentemente scistose fino alla costa di Santa Margherita e Chia. Le valli sono in realtà canaloni impervi che s'inoltrano fra una vegetazione degradata fino a Is Cannoneris con percorsi proibitivi. L'unico punto d'accesso degno di nota è una valle percorsa da una via di penetrazione quasi completamente asfaltata dal centro abitato di Domus de Maria. Si tratta della via d'accesso principale per la Foresta Demaniale di Is Cannoneris.
Il versante occidentale è caratterizzato da una morfologia più dolce. Questo settore è occupato in prevalenza da una piana alluvionale occupata dai centri abitati di Santadi e Nuxis, con le rispettive frazioni, e ai confini del parco dai centri di Piscinas e Villaperuccio. La morfologia è addolcita da un paesaggio a tratti pianeggiante o collinare, interessato dall'attività agricola. Da questa piana, all'altezza di Santadi, parte una valle che si collega verso Nord-Est a quella di Gutturu Mannu e si ramifica lateralmente in numerosi valloni poco profondi in lunghezza che rientrano nei perimetri delle foreste demaniali di Pantaleo e di Tamara Tiriccu. A nord la piana si collega con una valle stretta e a tratti impervia, percorsa dalla Statale 293 che supera lo spartiacque settentrionale collegandosi alla piana alluvionale del Cixerri.
Il versante settentrionale, nonostante la modesta altezza dei rilievi, compresi fra i 500 e i 700 metri, è il più impervio ed è interessato da numerosi valloni ripidi e brevi che s'inoltrano dalla piana del Cixerri all'interno dei rilievi che si estendono da ovest a est dai monti di Narcao e Villamassargia fino al versante settentrionale del monte Arcosu.

## Storia
Il parco del Sulcis è esempio di evoluzione ambientale di un territorio degradato.
Nell'Ottocento una parte consistente del territorio era in concessione alla Compagnia delle Ferrovie, che ha sfruttato il bosco per produrre le traversine. Il resto del territorio era utilizzato dalla popolazione per l'agricoltura e l'allevamento, oltre ad alcuni insediamenti minerari. Nel 1870 il territorio tornò in possesso del Demanio Statale che lo cedette a privati. Per decenni si è verificato uno sfruttamento eccessivo del territorio: pascolamento con carichi eccessivi, incendi, taglio indiscriminato del soprassuolo per ricavarne legna da ardere e carbone, bracconaggio.
Nel 1903 ci fu l'espropriazione di una vasta superficie e iniziò una lenta opera di ricostruzione del patrimonio boschivo e di ripopolamento faunistico. I progetti gestiti prima dal Demanio Statale, poi dall'Azienda Foreste Demaniali della Regione Sardegna e infine l'acquisizione, da parte del WWF Italia, dell'attuale Riserva di monte Arcosu o Oasi del Cervo e della Luna, hanno permesso nell'arco di un secolo la ricostruzione del patrimonio forestale in una vasta area, la reintroduzione del Daino e l'incremento della popolazione di Cervo sardo, giunta quasi all'estinzione.

## Vegetazione
La vegetazione mostra ancora i segni dell'indiscriminato sfruttamento che ha avuto luogo nell'Ottocento e, in parte, nel Novecento. Gran parte del territorio collinare e submontano era coperto dalla lecceta primaria, ora praticamente scomparsa e sostituita da una formazione forestale che s'identifica in molti tratti in una macchia-foresta con la fisionomia di un bosco ceduo con netta prevalenza del leccio accompagnato dalla sughera e da specie arbustive a portamento arboreo (corbezzolo, fillirea, erica). Anche se interrotta in vari punti, la formazione forestale raggiunge un'estensione tale da essere considerata la lecceta secondaria più vasta d'Europa.
Dal punto di vista fitoclimatico la vegetazione si ripartisce in due zone fitoclimatiche: il Lauretum caldo, in gran parte del territorio, e il Lauretum freddo nelle aree interne e più fresche, ad altezze di 700-1000 metri.
Escludendo le aree interessate dagli insediamenti antropici stabili, che riguardano il settore occidentale del parco, le associazioni forestali presenti nel territorio sono riconducibili alle seguenti formazioni:
1. Associazioni degradate. Si tratta di praterie, garighe, macchie termoxerofile o macchie degradate che si estendono soprattutto su aree di proprietà privata, abbandonate dall'agricoltura o ancora interessate dall'allevamento estensivo. Occupano suoli gravemente compromessi dall'erosione e sono di difficile recupero per lo stato avanzato di degrado. Specie molto diffuse in queste associazioni sono le scille, gli asfodeli, gli asparagi, la ferula e altre ombrellifere, i cardi, i cisti, la lavanda selvatica, le ginestre (Genista corsica, Calicotome spinosa, Calicotome villosa, ecc.), le euforbie e in generale le specie arbustive rappresentative dell'Oleo-ceratonion.
2. Vegetazione riparia. Il notevole numero di corsi d'acqua, tutti a regime torrentizio con secca estiva, favorisce lo sviluppo di questa vegetazione decisamente composita sotto l'aspetto sia floristico sia paesaggistico. Si tratta di uno dei paesaggi più suggestivi apprezzabili soprattutto con il trekking e con le escursioni a cavallo, presente in tutti i fondivalle. Fra le specie rappresentative di questa cenosi si annoverano la tamerice (nelle zone più basse), l'oleandro, l'ontano nero, l'agnocasto, il salice rosso, la vite selvatica. Fra le piante erbacee particolarmente diffuse sono rappresentative la menta acquatica, il sedano d'acqua, il crescione e nei tratti più tranquilli le tife, i ciperi e i giunchi.
3. Macchia termoxerofila. Si tratta di associazioni vegetali riconducibili all'Oleo-ceratonion, costituite prevalentemente da piante arbustive ad habitus xerofitico. Si estende nelle aree più aride, talvolta formando una fitta vegetazione resa inestricabile dalle liane spinose (Smilax aspera). Specie prevalenti in questa cenosi sono i cisti, la ginestra spinosa, l'euforbia arborea, l'olivastro. Nel settore meridionale è ampiamente diffuso il carrubo in forma sia arbustiva sia arborea.
4. Macchia-foresta. Si tratta di associazioni vegetali più evolute riconducibili alla Macchia mediterranea e a forme di transizione verso la Foresta mediterranea sempreverde fino alla lecceta vera e propria. È l'elemento forestale di maggiore interesse e che si sviluppa in gran parte nelle aree attualmente tutelate (foreste demaniali e riserva di Monte Arcosu). In generale queste formazioni forestali hanno la fisionomia di una macchia alta, di 4-5 metri di sviluppo in altezza, o di un bosco ceduo in cui prevalgono nettamente il leccio associato nelle forme di transizione all'erica e al corbezzolo. Non si può parlare di lecceta vera e propria in quanto la fustaia è stata distrutta dai disboscamenti dell'Ottocento, tuttavia la formazione della volta in ampi tratti si è ricostituita anche se meno sviluppata in altezza rispetto ad una lecceta primaria. Le specie più rappresentative di questa formazione sono il leccio, la sughera, l'erica, il corbezzolo, le filliree e, nelle radure, il ginepro rosso. In alcune stazioni si rinviene un consistente numero di esemplari di quercia spinosa, la cui diffusione sta però subendo un progressivo declino nelle associazioni vegetali a macchia dell'isola. La vegetazione arbustiva del sottobosco è rappresentata in particolare dalle liane spinose (Smilax aspera e Rubus ulmifolius) e dal pungitopo, mentre quella erbacea annovera diverse specie dalla fioritura suggestiva: il ciclamino, un notevole numero di specie di orchidee, margheritine, ranuncoli, anemoni, Crocus, viole, ecc. presenti nel sottobosco vero e proprio o nelle radure. Nelle radure è facile anche reperire la digitale.

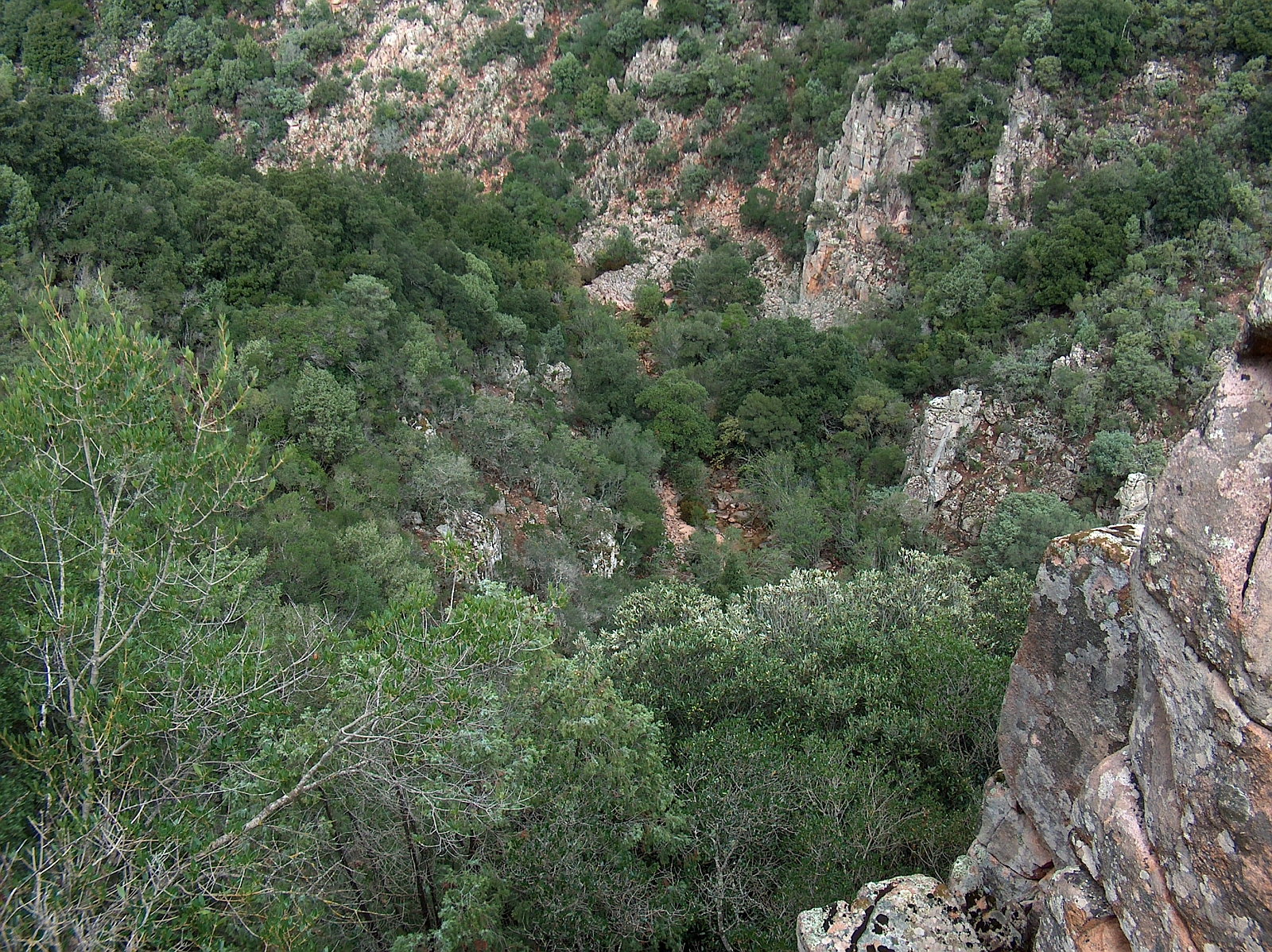
Vegetazione riparia e Oleo-ceratonion sul fondovalle della gola di Gutturu Mannu
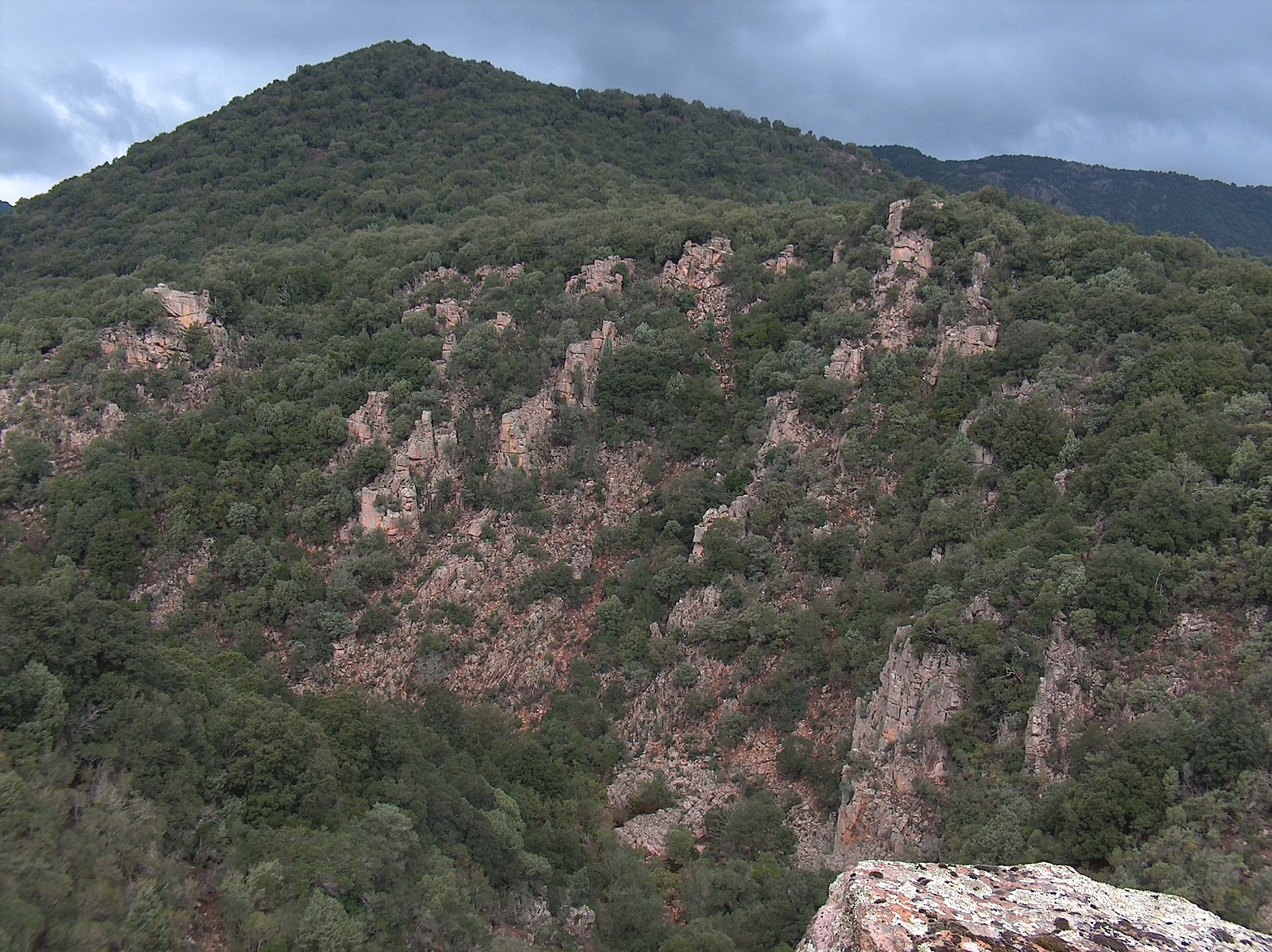
Transizione fra Oleo-ceratonion e macchia mediterranea sui versanti della gola di Gutturu Mannu
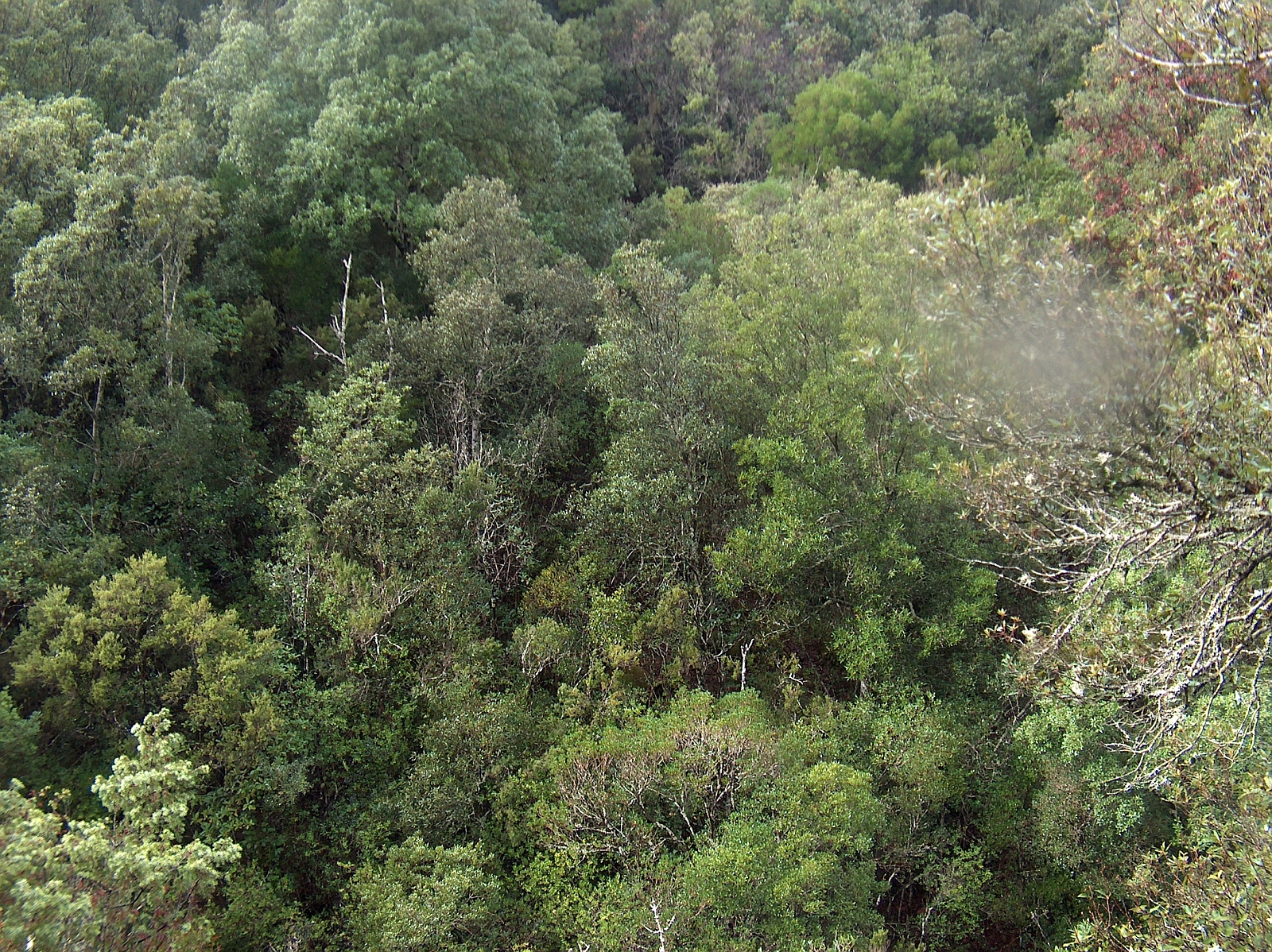
Macchia a erica e corbezzolo in evoluzione verso la foresta mediterranea sempreverde (Gutturu Mannu)
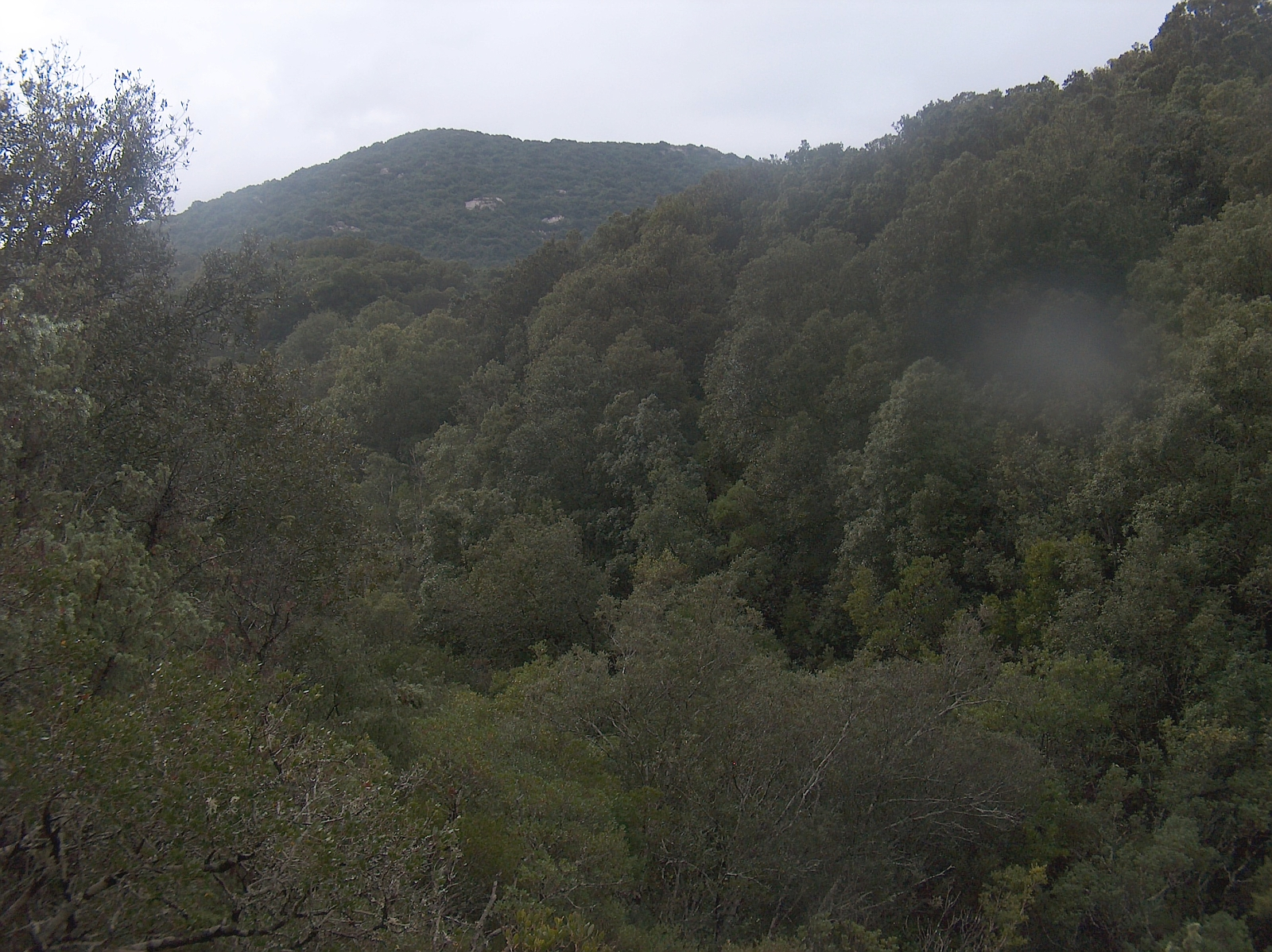
Foresta mediterranea sempreverde o macchia-foresta (Gutturu Mannu)
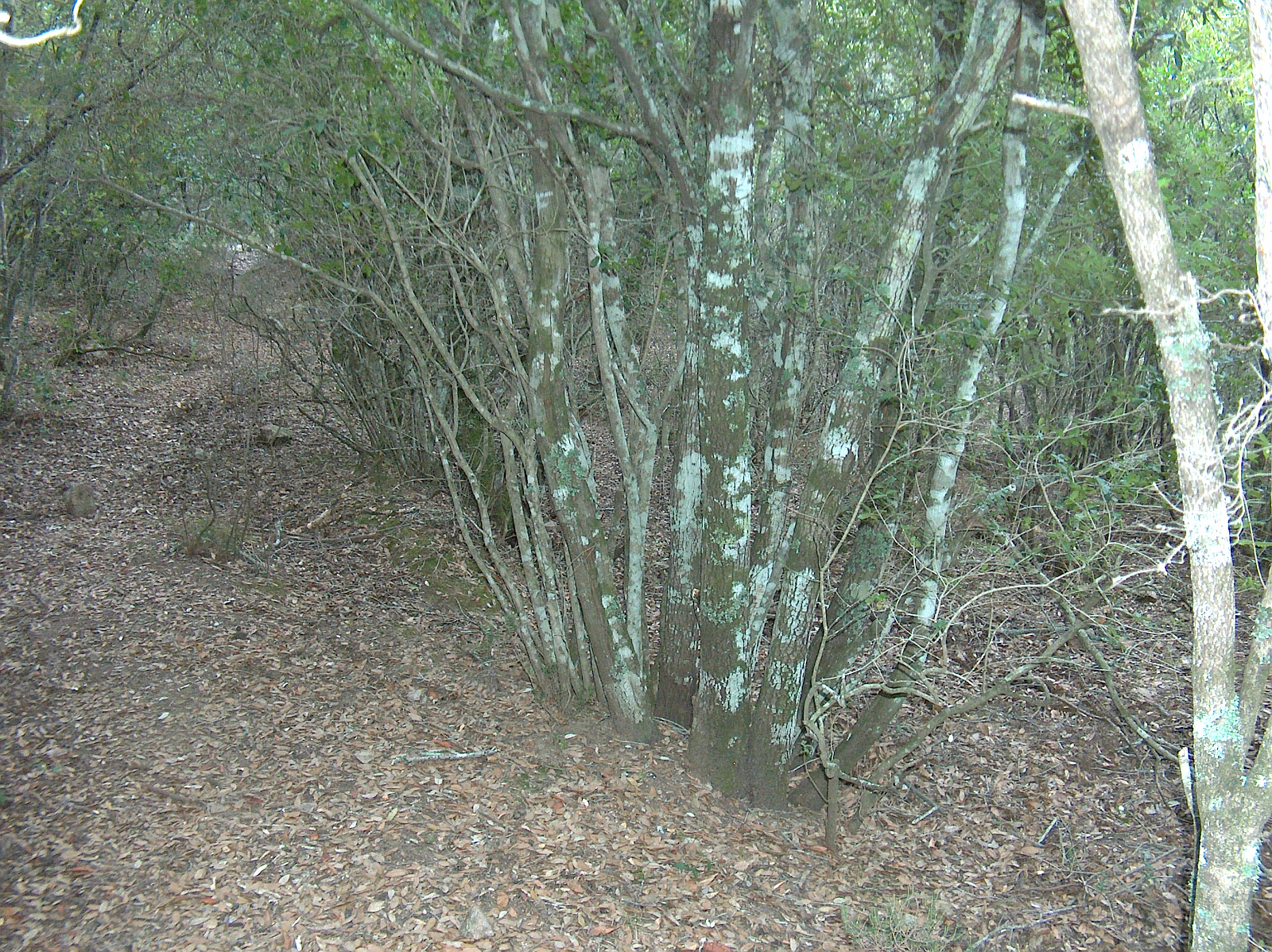
Sottobosco tipico della lecceta cedua (Gutturu Mannu)
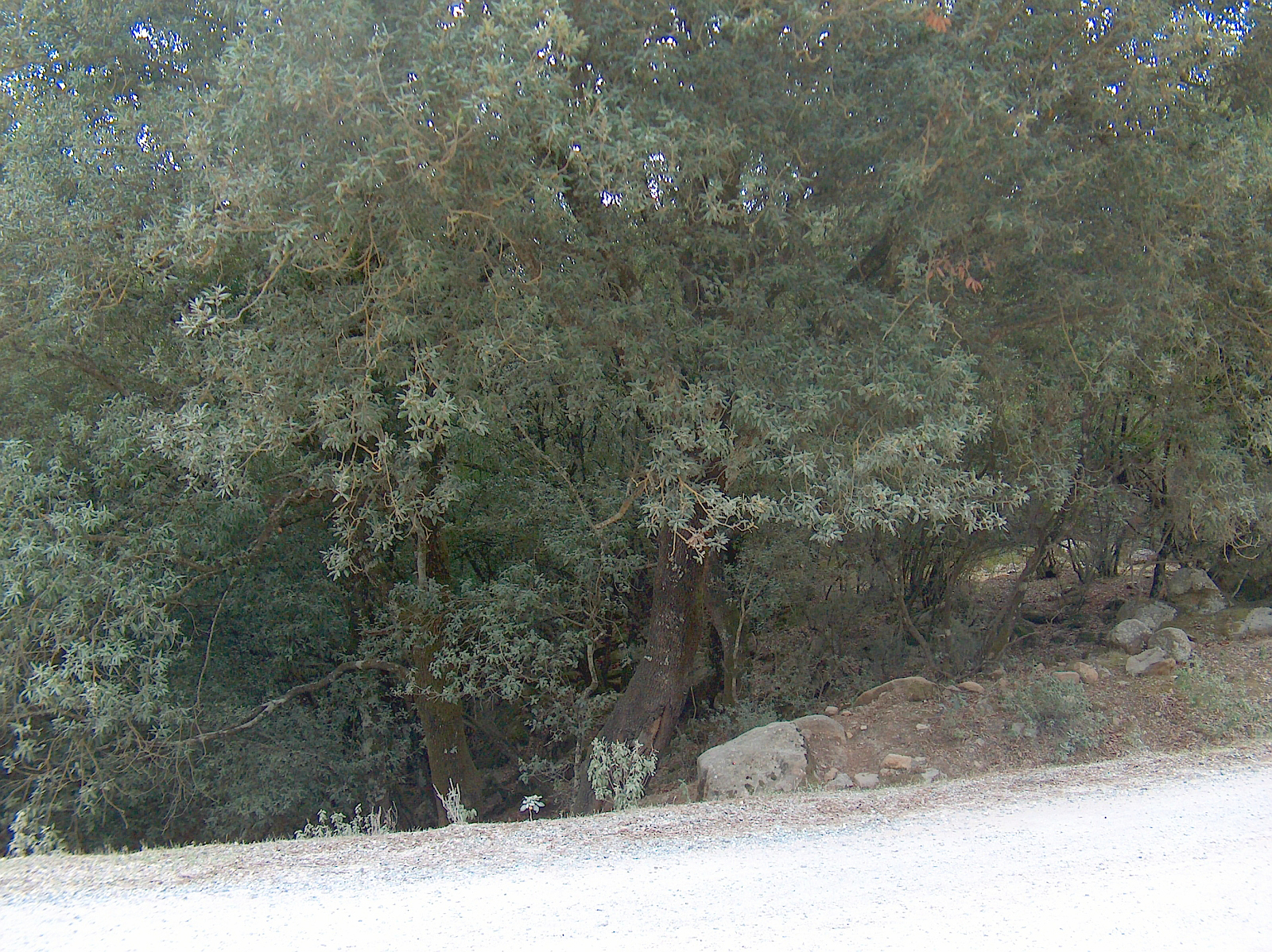
Alberi di leccio nati da seme (Gutturu Mannu)
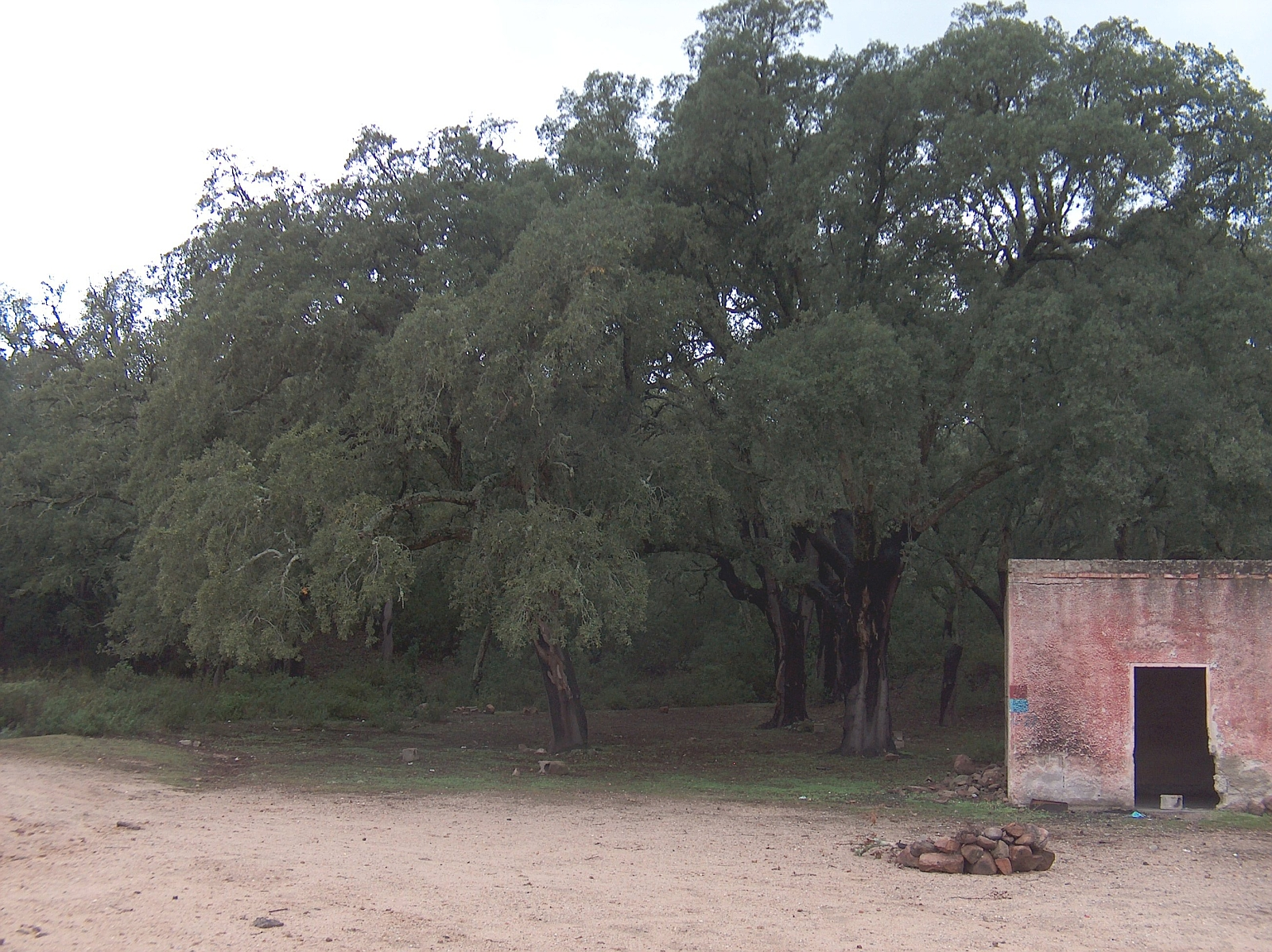
Sughere ai bordi di una radura (Gutturu Mannu)
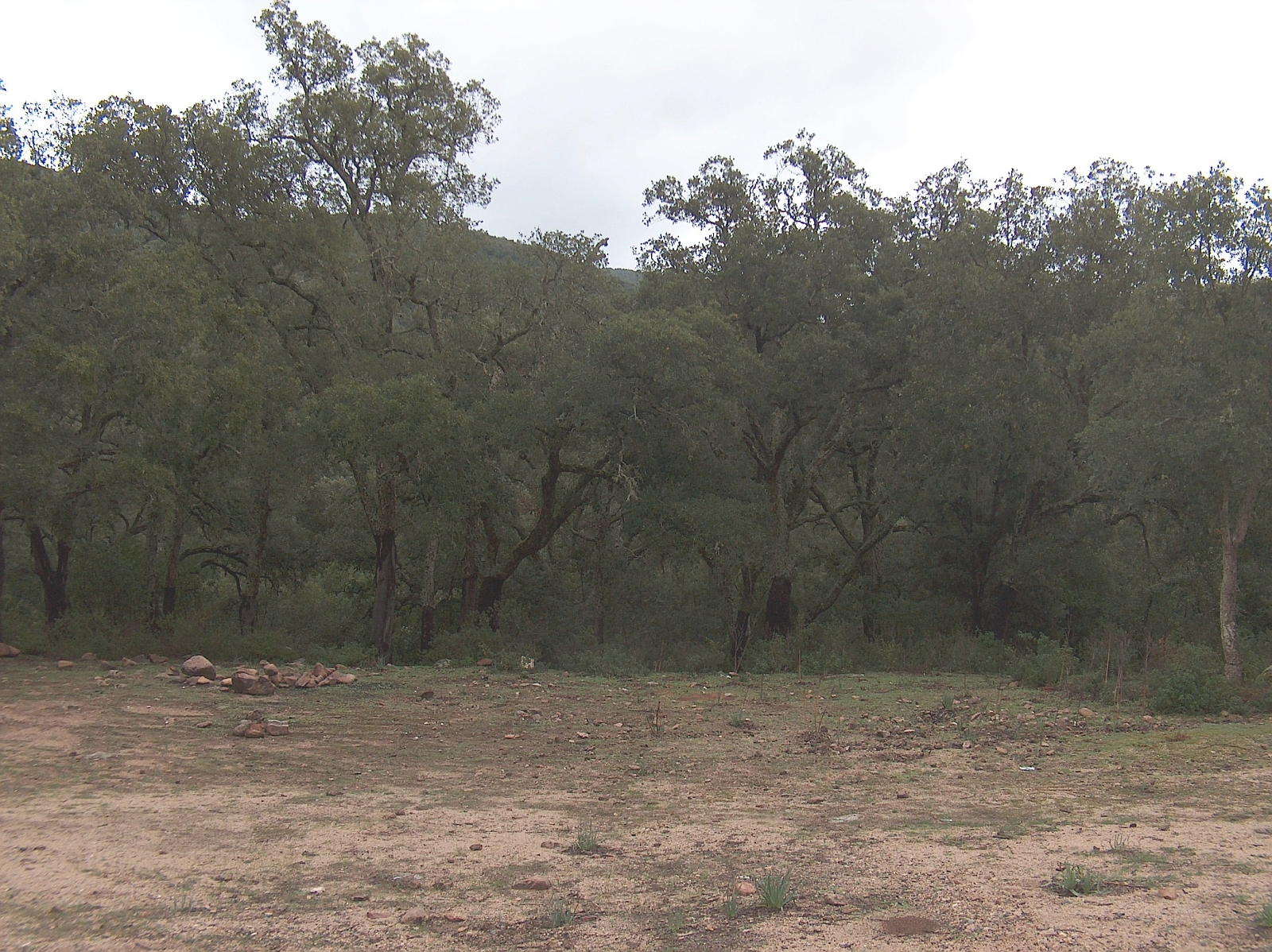
Sughereta (Gutturu Mannu)

Nelle stazioni più fresche riconducibili al Lauretum freddo sono presenti anche esemplari di tasso, agrifoglio e acero trilobo, rappresentativi di una flora relitta che ricopriva il territorio nel Terziario. Sono inoltre reperibili esemplari arborei di ginestra dell'Etna. In aggiunta alle specie spontanee vanno citate anche quelle naturalizzate o introdotte artificialmente, quali l'Eucalyptus camaldulensis, particolarmente diffusi nelle forestazioni in aree di proprietà privata, il Pinus pinea, presente in diverse forestazioni, in particolare nella foresta Demaniale di Piscina Manna, a Santa Margherita di Pula e a Poggio dei Pini, l'Acacia retinoides, di cui si hanno forte concentrazioni nel parco DCK ubicato presso Pula lungo la strada d'accesso alla foresta demaniale di Piscina Manna.
Fra gli endemismi botanici di maggiore rilevanza vanno citati la Genista corsica (sardo-corso), la Genista aetnensis (siculo-sardo), l'Helichrysum montelinasanum. Quest'ultimo, ritenuto per lungo tempo un endemismo esclusivo del monte Linas, è stato in realtà rinvenuto anche nei monti del Sulcis.

## Fauna
Insieme alla geomorfologia e alla flora, la fauna rappresenta il terzo oggetto principale d'interesse del parco del Sulcis. La notevole estensione delle aree boscate nella Riserva di monte Arcosu o Oasi del Cervo e della Luna e nelle foreste demaniali, tutte oasi permanenti di protezione faunistica, permette la sopravvivenza di alcune specie di notevole importanza, nonostante il bracconaggio sia una piaga atavica in questo territorio. Molte delle specie citate sono endemiche (a livello di sottospecie) esclusive della Sardegna oppure endemiche del Tirreno o del bacino del Mediterraneo occidentale.

### Mammiferi
Fra i mammiferi la specie di maggior interesse è il cervo sardo (Cervus elaphus corsicanus, endemismo sardo). L'habitat naturale di questa specie era rappresentato dalle foreste che si estendevano sui rilievi montuosi della Sardegna meridionale: il Monte Linas, il Sarrabus-Gerrei e soprattutto il Sulcis. L'areale originario si estendeva tuttavia in Corsica e in tutta la Sardegna. Specie minacciata d'estinzione, il cervo sardo trova nelle aree protette del Sulcis l'ambiente ideale per la sua sopravvivenza, costituendo la popolazione più numerosa. Negli anni ottanta la popolazione era stimata intorno ai 500 esemplari, ma nel 2005 è stata censita una popolazione di circa 1000 esemplari solo nella Riserva di monte Arcosu o Oasi del Cervo e della Luna e oltre 1500 nelle foreste di Pantaleo, Is Cannoneris, Gutturu Mannu e Monte Nieddu.
Fra gli ungulati è presente anche il daino (Dama dama). Questa specie si estinse in Sardegna negli anni 60, ma è stato reintrodotto dall'Azienda Foreste Demaniali della Regione Sardegna in diversi parchi. Popolazioni di Daino sono presenti nelle foreste di Pantaleo e Is Cannoneris e nella Riserva di monte Arcosu o Oasi del Cervo e della Luna.
Il cinghiale (Sus scrofa meridionalis) è il terzo mammifero, in ordine d'importanza, presente nel parco e probabilmente costituisce una delle popolazioni più numerose dell'isola. La popolazione presente nel Sulcis è di particolare interesse dal punto di vista genetico perché rispetto ad altre zone della Sardegna è stata interessata di meno dagli incroci con razze suine allevate allo stato brado. Infatti il Cinghiale sardo del Sulcis ha una mole molto ridotta rispetto a quella media degli altri esemplari della stessa specie presenti in gran parte dell'isola.
Fra i piccoli mammiferi si citano il comune riccio (Erinaceus europaeus), il coniglio selvatico (Oryctolagus cuniculus) e la lepre sarda (Lepus capensis mediterraneus, endemismo sardo).
Fra i mammiferi predatori va citata la presenza della volpe sarda, del gatto selvatico sardo, di alcuni mustelidi. Fra i mustelidi è comune la donnola (Mustela nivalis), mentre più rara è la martora (Martes martes).

### Uccelli
Fra gli uccelli l'oggetto di maggior interesse è rappresentato dai rapaci. Dato il ridotto numero di coppie e la tutela a livello internazionale, le specie nidificanti di maggiore importanza per il parco del Sulcis sono l'aquila reale (Aquila chrysaetos), l'aquila del Bonelli (Hieraaetus fasciatus), l'astore sardo (Accipiter gentilis arrigoni, endemismo sardo), il falco pellegrino (Falco peregrinus).
Piuttosto comuni sono la poiana (Buteo buteo), il gheppio (Falco tinnunculus), lo sparviero (Accipiter nisus). Abbastanza consistente è anche la popolazione del grillaio (Falco naumanni), specie in via d'estinzione e tutelata da direttive internazionali.

### Rettili e anfibi
Fra i rettili è comunissimo il biacco (Coluber viridiflavus). Fra le altre specie si segnalano le bisce acquatiche del genere Natrix: la biscia viperina (Natrix maura) e la sottospecie sardo-corsa della biscia dal collare (Natrix natrix cettii, endemismo sardo-corso). Quest'ultima è alquanto rara e differisce marcatamente dalle bisce della stessa specie.
Fra gli anfibi le specie più interessanti sono la comune raganella sarda (Hyla sarda, endemismo tirrenico) e, più rari, il discoglosso sardo (Discoglossus sardus, endemismo tirrenico) e il geotritone dell'Iglesiente (Speleomantes genei, endemismo sardo). Quest'ultimo, al pari delle altre specie dello stesso genere, comunemente indicate con il nome di Geotritone, vive nelle grotte e negli anfratti umidi delle rocce perciò è di difficile rinvenimento.

## Aree protette nel parco
Le aree protette sottoposte a vincoli di tutela interessano attualmente la Riserva di monte Arcosu o Oasi del Cervo e della Luna (3650 ettari) e le foreste demaniali (circa 21000 ha). Complessivamente costituiscono un'oasi di protezione faunistica permanente che si estende su quasi 250 km², pari al 36% del territorio del parco, in un'unica estensione non frammentata.

### Riserva di monte Arcosu o Oasi del Cervo e della Luna
È un'area di proprietà del WWF Italia. Il primo lotto, di circa 3000 ettari, fu acquistato nel 1985 con i fondi raccolti attraverso una sottoscrizione pubblica e ampliato nel 1996 con l'acquisizione di altri 600 hm.
L'area originaria corrisponde in gran parte al bacino del rio Guttureddu, un affluente del rio Gutturu Mannu, delimitata ad ovest dalla serie di vette granitiche che si estende in direzione nord sud dal monte Arcosu al monte Lattias. L'area di seconda acquisizione si estende come una lingua a partire dal versante occidentale del monte Lattias in direzione nord ovest.
Vi si accede dalla località di Santa Lucia in territorio di Uta, raggiungibile sia da Capoterra che da Uta.

### Foreste demaniali
Le sei foreste demaniali dell'Ente foreste coprono la maggior parte della superficie boschiva interna del parco, acquisita in varie epoche. I dati sono riassunti nella seguente tabella. Complessivamente si estendono su circa 21000 ha di territorio in un'unica superficie. Lo stato della vegetazione è molto evoluto ed è in gran parte rappresentato da macchia-foresta o da boschi cedui indirizzati verso la fustaia.
Sono presenti tutte le specie citate nella fauna del parco. Per quanto concerne la popolazione di Cervo Sardo, distribuita principalmente nelle foreste demaniali di Gutturu Mannu, Monte Nieddu e Is Cannoneris, il censimento del 2005 stima una consistenza di 1585 esemplari (317 maschi bramenti) che sommati ai 1000 capi della contigua riserva di Monte Arcosu formano il nucleo più consistente della popolazione totale (6497 esemplari).
Le foreste demaniali sono autonomamente dotate di caserme del Corpo forestale e di vigilanza ambientale della Regione Sardegna e relativi centri servizi, collegati da una rete di viabilità interna, quasi completamente sterrata, che attraversa i luoghi più selvaggi del parco.

#### Gutturu Mannu

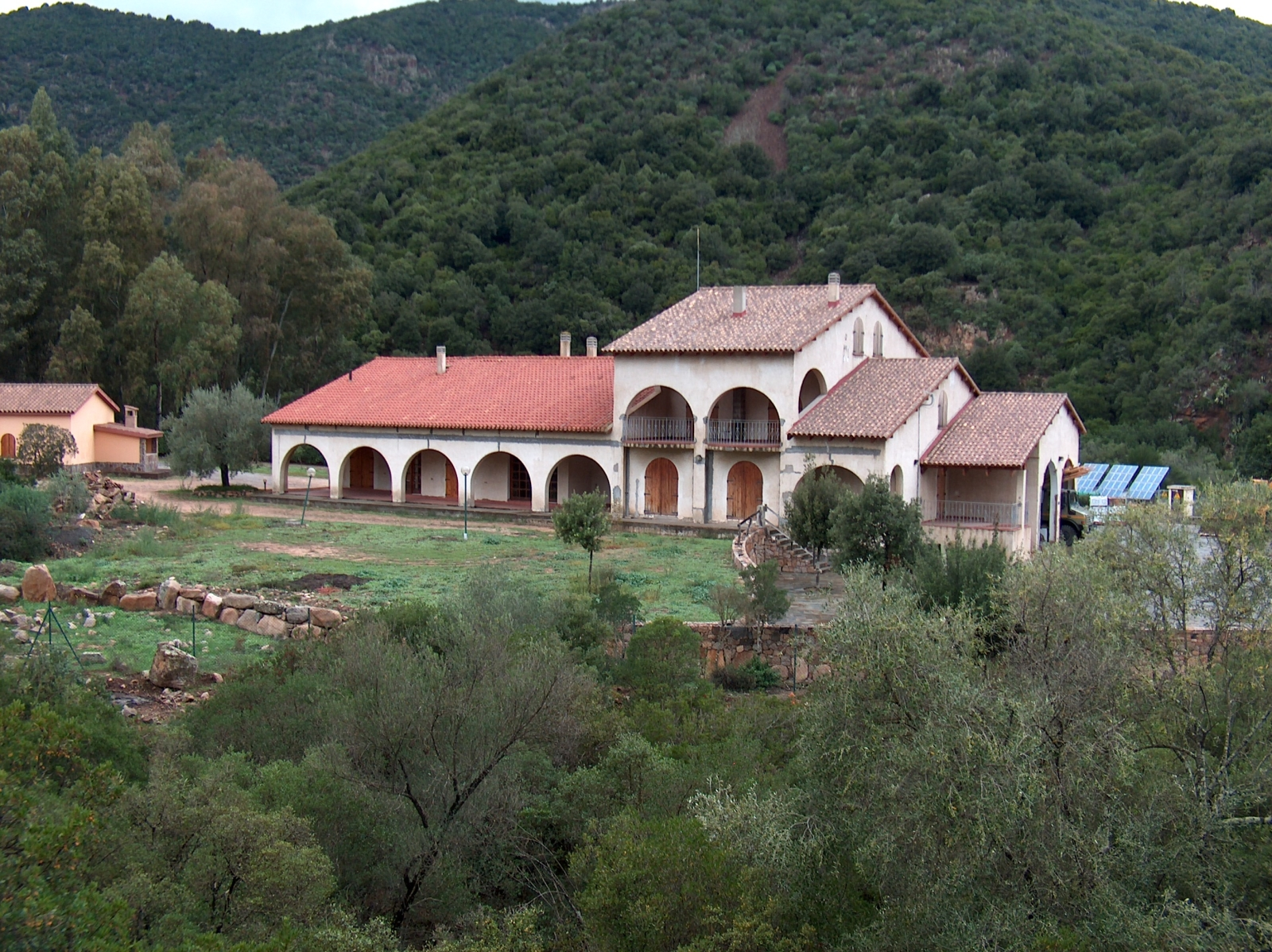
Caserma forestale di Gutturu Mannu a ridosso della riserva di Monte Arcosu

Si estende su 4748 ha nel territorio comunale di Capoterra e nell'isola amministrativa del comune di Assemini, in corrispondenza del bacino del Rio Gutturu Mannu. È attraversata dalla Strada Provinciale Capoterra-Santadi e vi si accede dalla località Santa Lucia. Confina a nord con la riserva di monte Arcosu, a ovest con le foreste demaniali di Pantaleo e Tamara Tiriccu, a sud con quelle di Is Cannoneris e monte Nieddu.
Morfologia del territorio: addolcita nel settore centrale in corrispondenza della valle di Gutturu Mannu, piuttosto accidentata nella parte restante. L'altitudine varia da circa 100 m a 1116 m (Punta Is Caravius, la più elevata del Sulcis).
Vegetazione: lecceta pura o mista (leccio-sughera), sughereta pura, macchia-foresta, macchia mediterranea. Presenti anche aree più o meno degradate a Oleo-ceratonion.
Note: presenza di un antico centro minerario (miniera di ferro di San Leone) ed esemplari di sughera di dimensioni ragguardevoli.

#### Monte Nieddu
Si estende su 2452 ha nei territori comunali di Capoterra, Sarroch, Villa San Pietro. È una delle aree più interne del parco e vi si accede da Sarroch e da Villa San Pietro attraverso una strada di penetrazione forestale che costeggia il Rio Monte Nieddu, in alcuni tratti piuttosto impervia, oppure dalla contigua Foresta Demaniale di Gutturu Mannu. Confina a nord con Gutturu Mannu, a sud e a ovest con Is Cannoneris. È possibile l'accesso in auto ma il percorso è accidentato e impervio in alcuni tratti.
Morfologia del territorio: piuttosto accidentata nella parte iniziale, più addolcita nell'area più interna in corrispondenza del centro servizi. È una delle aree più suggestive per il trekking e le escursioni a cavallo. L'altitudine varia dai 400 ai 900 metri sul livello del mare.
Vegetazione: lecceta pura con presenza sporadica della sughera, macchia-foresta, macchia mediterranea, macchie degradate.
Note: presenza di un suggestivo e profondo crepaccio scavato nel granito (Canale di Bidda Mores). Suggestiva la vegetazione riparia lungo il percorso d'accesso.

#### Is Cannoneris
Si estende su 3827 ha nei territori comunali di Pula, Domus de Maria e Villa San Pietro. Con Monte Nieddu è una delle aree più interne del parco. Vi si accede in auto da una strada di penetrazione forestale, in parte asfaltata, dal centro abitato di Domus de Maria. La seconda via d'accesso principale, chiusa ai mezzi motorizzati, parte dalla caserma forestale di Piscina Manna. Altre vie d'accesso secondarie partono da Teulada e dalla foresta demaniale di Pantaleo. Confina a nord con Monti Mannu e Gutturu Mannu, a sud con Piscina Manna, a nord-ovest con Pantaleo. Per la sua posizione centrale è collegata da vie di penetrazione forestale a tutti i centri servizi delle altre foreste demaniali.
Morfologia del territorio: piuttosto accidentata in molte zone, soprattutto nel settore nord e nelle zone periferiche. L'altitudine varia dai 200 metri agli oltre 900 metri.
Vegetazione: lecceta pura, macchia-foresta, macchia mediterranea, limitati tratti a macchia degradata.
Note: numerose suggestive formazioni rocciose (scisti, leucograniti). Da Punta Sebera (circa 980 m) la vista domina gran parte della costa meridionale e sudoccidentale dell'isola e delle foreste del parco. Nel settore settentrionale sono rinvenibili esemplari di Ginestra dell'Etna di ragguardevoli dimensioni.

#### Piscina Manna
Si estende su 4796 ha nei territori comunali di Pula, Domus de Maria e Villa San Pietro, nella parte meridionale del parco. Al centro servizi vi si accede agevolmente in auto da Pula deviando dalla Statale 195 per Is Molas e proseguendo fino al parco DCK. Confina a nord con Is Cannoneris.
Morfologia del territorio: addolcita nel tratto d'ingresso, più irregolare e a tratti accidentata nelle aree più interne.
Vegetazione: macchia-foresta, macchia mediterranea, forestazioni a latifoglie sclerofille consociate temporaneamente al pino domestico.

#### Pantaleo
Si estende su 3939 ha nei territori comunali di Santadi e Nuxis, sul versante occidentale del parco fino alla piana di Terresoli, presso Santadi. Vi si accede agevolmente da Santadi percorrendo la provinciale Santadi-Capoterra interamente asfaltata fino all'antico centro di Pantaleo, ora convertito nel centro servizi dell'Ente Foreste. Confina a nord con Tamara Tiriccu, a nord-est con Gutturu Mannu, a est e sud-est con Is Cannoneris.
Morfologia del territorio: addolcita e pianeggiante nella zona iniziale, più irregolare e accidentata nelle aree più interne.
Vegetazione: lecceta, formazioni miste a leccio e sughera, forestazioni a latifoglie consociate temporaneamente a conifere, macchia-foresta e macchia mediterranea. L'indice di boscosità è il più elevato fra le sei foreste demaniali (97%).
Note: il centro di Pantaleo era in origine un possedimento della francese Compagnie des Forges et Acièries che gestiva la miniera di ferro di San Leone. Il centro di Pantaleo era stato fondato agli inizi del Novecento per realizzare un impianto di distillazione del legno di cui si conservano ancora i resti.

#### Tamara Tiriccu
La foresta di Tamara Tiriccu si estende su 1160 ha nel territorio comunale di Nuxis, in corrispondenza del monte Tamara. Vi si accede attraverso strade sterrate dalla frazione di Crabì e dalla strada statale 293. Confina con Pantaleo a sud, con Gutturu Mannu e la Riserva di monte Arcosu o Oasi del Cervo e della Luna a est. L'altitudine media è di circa 850 metri. La vegetazione è costituita da lecceta e macchia mediterranea.

## Antropizzazione
Il settore occidentale del parco, più ricco di zone pianeggianti e dalla morfologia meno accidentata, è quello più interessato dall'antropizzazione. Gran parte del territorio in questa zona è interessato da insediamenti stabili, coltivazioni e altre attività. Il settore centrale e occidentale è invece molto più accidentato e pressoché privo di insediamenti stabili fatta eccezione per i centri servizi delle aree protette. All'interno sono piccoli insediamenti produttivi, chiamati comunemente medaus, dove si esercita l'allevamento, per lo più caprino.
La storia dell'antropizzazione del Sulcis s'identifica con quella dei furriadroxius. Si trattava di piccoli medaus utilizzati come rifugio per i pastori e per il bestiame, situati all'interno del territorio per sfuggire alle incursioni dei Saraceni. Col tempo diventarono piccoli insediamenti familiari. Gran parte degli antichi furriadroxus attualmente è stata abbandonata e di essi restano i ruderi, a volte nascosti fra la vegetazione, mentre altri si sono ingranditi diventando gli attuali centri abitati diffusi soprattutto nel versante occidentale del Sulcis.
Insediamenti temporanei, durati alcuni decenni a cavallo fra l'Ottocento e il Novecento, sono stati quelli legati all'attività di sfruttamento del sottosuolo e del soprassuolo. I resti di questi insediamenti sono la Miniera di San Leone e il centro di Pantaleo e soprattutto le carbonaie. Ancora oggi l'interno dei cedui e della macchia-foresta che derivano dall'antica lecceta primaria sono disseminati di piccoli spiazzi realizzati dai carbonai per allestire le carbonaie. Tali spiazzi hanno la fisionomia di una piccola radura pianeggiante circolare o semicircolare, di poche decine di metri quadrati, in parte coperta dalla volta del bosco.

## Aspetti relativi al degrado ambientale
La maggior parte dei fenomeni di degrado che interessano il territorio del parco risalgono all'eccessivo sfruttamento delle risorse naturali nell'Ottocento e in parte del Novecento.

### Copertura vegetale e dissesto idrogeologico
La lecceta primaria è praticamente scomparsa a causa del taglio dei fusti da parte della Compagnia delle Ferrovie nell'Ottocento e dei carbonai a cavallo dei due secoli, lasciando spazio ad un bosco ceduo o, nei casi più gravi, ad una vegetazione degradata di difficile recupero.
L'erosione ha completato l'opera asportando il suolo su larghi tratti e lasciando la roccia affiorante. Il dissesto idrogeologico del territorio è stato solo in parte risanato dalle opere idraulico-forestali ad opera del Demanio Statale e, in seguito, dell'Azienda Foreste Demaniali della Regione Sardegna. Data l'elevata piovosità (media annua 1172 mm) delle zone interne, concentrata nel periodo autunno-invernale, il bacino idrografico del Sulcis è talvolta interessato da ondate di piena che riguardano in particolare il Rio Santa Lucia di Capoterra e il Rio di Pula, sui quali si riversa gran parte dei deflussi del versante orientale.
Nonostante questi aspetti, la vegetazione delle aree protette è in lenta evoluzione verso la foresta mediterranea. I boschi cedui che costituiscono le leccete e la macchia-foresta sono attualmente governati indirizzandoli verso la fustaia. Le nuove forestazioni sono invece basate sulla consociazione temporanea di latifoglie sempreverdi e conifere, queste ultime eliminate poi con i tagli di diradamento.

### Bracconaggio
Il bracconaggio è forse la piaga più temibile nel territorio del parco, contrastata solo in parte dal Corpo forestale e di vigilanza ambientale della Regione e dalle guardie volontarie del WWF. Alcuni centri abitati dislocati lungo il perimetro del parco sono tristemente famosi per i casi di bracconaggio.
In passato il bracconaggio e, in parte, la riduzione della copertura forestale hanno causato l'estinzione di alcune specie (avvoltoio monaco, gipeto, muflone, daino, aquila di mare). Il cervo sardo, scomparso completamente in Corsica e in gran parte della Sardegna, ha sfiorato l'estinzione negli anni 60-70 e solo l'opera del WWF ha permesso di porre un freno. L'Azienda Foreste Demaniali della Regione Sardegna ha completato l'opera di salvaguardia con gli allevamenti nei recinti di Piscina Manna e Is Cannoneris, permettendo la reintroduzione del daino e l'incremento del cervo. Sono invece falliti i tentativi di reintroduzione dell'avvoltoio monaco.
Pur essendo efficacemente contrastato per quanto riguarda le specie più a rischio, il bracconaggio viene ancora esercitato diffusamente con la caccia di frodo al cinghiale e con l'uccellagione. L'uso dei lacci per la cattura di animali non si limita solo all'uccellagione, ma interessa anche il cinghiale e il cervo. In questo caso si usano lacci formati con cavi d'acciaio tesi lungo i passaggi. Ogni anno vengono rimossi migliaia di lacci dalle guardie volontarie del WWF e dalle guardie del Corpo forestale e di vigilanza ambientale, tuttavia non mancano casi di rinvenimento di capi strangolati dai lacci.

### Deturpazione del paesaggio
Il terzo aspetto negativo è rappresentato dalla deturpazione causata dai rifiuti lasciati dai villeggianti nelle località più frequentate nei periodi tradizionalmente utilizzati per le gite e i campeggi in montagna (Pasqua e Ferragosto). È facile trovare anche in aree apparentemente inaccessibili cumuli di rifiuti (sacchi, lattine, bottiglie) abbandonati nelle radure e nei torrenti o appesi agli alberi, a testimonianza dell'inciviltà.

### Raccolta dei funghi
Il Sulcis è una delle aree più ricche di specie fungine, alcune di particolare pregio (Amanita caesarea, Boletus aereus, Clitocybe geotropa, Leccinum lepidum, ecc.). Per lungo tempo il patrimonio micologico si è mantenuto inalterato per la scarsa propensione della popolazione alla raccolta di specie poco conosciute, ma negli ultimi decenni la diffusione delle conoscenze ha favorito una crescita dell'interesse da parte sia della popolazione locale sia di quella limitrofa. La facilità con cui si possono raggiungere in auto alcune località (Is Cannoneris, Monte Nieddu, Pantaleo, Gutturu Mannu) e la vicinanza con l'hinterland cagliaritano favorisce un notevole afflusso di cercatori nel periodo autunnale. La pressione antropica si esercita sia con la raccolta di quantità eccessive di funghi sia con la distruzione di quelli non conosciuti. È probabile che in futuro questo patrimonio possa depauperarsi a causa di una insufficiente regolamentazione. L'unico aspetto positivo per il momento è rappresentato dall'uso pressoché generalizzato dei cesti.